# Ernst Baumhard
Ernst Baumhard, né le 3 mars 1911 à Ammendorf près de Halle (Saale), et mort le 24 juin 1943 lors d'une mission en sous-marin, est un médecin chargé du gazage des victimes du programme nazi Aktion T4 dans les centres d'extermination nazis de Grafeneck et Hadamar.

## Jeunesse
Ernst Baumhard, fils de médecin, étudie la médecine puis adhère à l'Union des étudiants nationaux-socialistes allemands et au NSDAP en 1937. Il dirige à partir de 1938 le département des étudiants nazis de médecine de l'Université Martin-Luther de Halle-Wittenberg. À la suite d'une compétition professionnelle, il est présenté personnellement à Hitler le 1er mai 1938. Il est promu Docteur en médecine en 1939 après la soutenance de sa thèse sur Les conséquences de la poussière de paille sur l'organisme humain, et les mesures prophylactiques nécessaires.

## Rôle dans l'Aktion T4
Baumhard apparaît comme membre de l'organisation T4 le 1er novembre 1939, sur la liste de l'office central T4 à la rubrique « médecin en institut ».
Il participe au premier essai de gazage dans le centre de Brandebourg en janvier 1940, aux côtés de Karl Brandt, Philipp Bouhler, Leonardo Conti et Albert Widmann.

## Centres d'extermination de Grafeneck et Hadamar
Baumard est début 1940 le médecin par intérim chargé du gazage au centre de Grafeneck, avant de succéder en avril 1940 à Horst Schumann comme directeur du centre sous le pseudonyme de « Dr Jäger » (en allemand, docteur Chasseur).
Du 26 février au 4 mars 1940, Baumhard participe avec Irmfried Eberl et sous la direction de Werner Heyde à la sélection des victimes. De 350 à 400 patients sont ensuite transférés par train à Grafeneck et gazés.
Après la dissolution du centre d'extermination de Grafeneck fin 1940, Baumhard prend la direction du centre de Hadamar, où il travaille sous le pseudonyme de « Dr Moos » (en allemand, docteur Mousse). À la suite de différends avec Viktor Brack, Baumhard s'engage l'été 1941 dans la Kriegsmarine.
D'après le « Hartheimer Dokument », registre statistique de l'organisation T4, 9 839 personnes ont été tuées en 1940 à Grafeneck, puis 10072 de janvier à août 1941 à Hadamar.
Baumhard meurt à bord du sous-marin U 449 le 24 juin 1943.
L'enquête du procureur de Francfort sur les activités de Baumhard à Grafeneck et Hadamar est stoppée en août 1946, avec la mention « vraisemblablement décédé ».